# Konrad Hellwig
Konrad Maximilian Hellwig (* 27. September 1856 in Zierenberg; † 7. September 1913 in Berlin-Grunewald) war ein deutscher Rechtsgelehrter vor allem auf dem Gebiete des Zivilprozessrechts.

## Leben und Wirken
Hellwig wurde 1856 in Zierenberg bei Kassel geboren. Er verwaiste früh und wurde von weiblichen Verwandten erzogen. Er besuchte das Friedrichsgymnasium in Kassel (zur gleichen Zeit besuchte der drei Jahre jüngere Wilhelm II. dieselbe Schule). 1875 begann er ein Jurastudium an der Universität Heidelberg, das er nach Universitätswechseln an die Universität Leipzig, Universität Marburg  und Universität Straßburg 1878 beendete. 1878 wurde er an der Universität Straßburg promoviert. Danach war er als Referendar (u. a. bei Otto Bähr) und kurze Zeit als Richter tätig. 1883 wurde er an der Universität Leipzig mit der Schrift: „Die Verpfändung und Pfändung von Forderungen nach gemeinem Recht und der Reichs-Civilprozess-Ordnung unter Berücksichtigung des preußischen allgemeinen Landrechts und des sächsischen Bürgerlichen Gesetzbuchs“ habilitiert. Bernhard Windscheid war zu dieser Zeit Dekan in Leipzig.
Anschließend war er Privatdozent in Leipzig, ab 1885 außerordentlicher Professor, zunächst an der Universität Rostock, schließlich an der Justus-Liebig-Universität Gießen. 1888 erhielt er einen Ruf auf den Lehrstuhl für Römisches Recht und Zivilprozessrecht an die Universität Erlangen. 1895/96 wird er Prorektor. 1902 wechselt er an die Humboldt-Universität zu Berlin. Dort setzte er sich auch intensiv für das Fakultätsleben und die juristische Ausbildung ein. Er forderte die Einführung einer Zwischenprüfung. Dem juristischen Repetitorium stand er grundsätzlich positiv gegenüber. 1904/05 und 1911/12 war er Dekan der juristischen Fakultät in Berlin. Im Frühjahr 1913 erkrankte er an einer schweren Influenza, von der er sich nicht mehr erholte und der er im September 1913 in Berlin erlag.

## Werk
Nach seiner Habilitationsschrift 1883 erschien zunächst keine größere Schrift Hellwigs mehr. Auch zu den Entwürfen des Bürgerlichen Gesetzbuche äußerte er sich nicht im wissenschaftlichen Diskurs. Erst mit Abschluss der Arbeiten am BGB brachte er innerhalb von drei Jahren die Monographien Die Verträge auf Leistung an Dritte (1899), Anspruch und Klagerecht (1900), und Wesen und subjektive Begrenzung der Rechtskraft (1901) heraus, die ihm innerhalb kurzer Zeit große Bekanntheit in ganz Deutschland brachten. Von 1903 an folgten die drei Bände seines Lehrbuchs des deutschen Zivilprozeßrechts. Da der Abschluss des Lehrbuchs nicht abzusehen war, veröffentlichte er 1912 ein kürzeres Buch zum Zivilprozessrecht, das System des deutschen Zivilprozeßrechts. Noch vor dessen Vollendung ereilte ihn der Tod, so dass der dritte Band des Systems über die Zwangsvollstreckung nicht mehr erscheinen konnte. Der Rechtsphilosophie und die Rechtsvergleichung konnte er wenig abgewinnen. Rechtshistorisch war er romanistisch orientiert.

## Schriften (Auswahl)
- Die Verträge auf Leistung an Dritte (1899)
- Anfechtungsrecht und Anfechtungsanspruch nach der KO. (1899)-
- Anspruch und Klagerecht (1900)
- Wesen und subjektive Begrenzung der Rechtskraft (1901)
- Lehrbuch des deutschen Zivilprozeßrechts (3 Bände) (1903–1909)
- Klagrecht und Klagmöglichkeit (1905)
- Grenzen der Rückwirkung (1907).
- Prozeßhandlung und Rechtsgeschäft (1910).
- Zivilrechtsfälle (1910).
- Erbschaftsausschlagung und Gläubigeranfechtung (1911).
- Zivilprozeßpraktikum (1911).
- System des deutschen Zivilprozeßrechts (1912)
- Das bürgerliche Recht in: Philipp Zorn, Herbert von Berger (Schriftleitung): Deutschland unter Kaiser Wilhelm II. Hrsg. von Siegfried Körte, Friedrich Wilhelm von Loebell u. a. 3 Bände. R. Hobbing, Berlin 1914.
- Anspruch und Klagrecht (1924)